# Hexafluoruro de xenón
El hexafluoruro de xenón es un compuesto de gas noble con la fórmula XeF6. Es uno de los tres fluoruros binarios de xenón, los otros dos son el difluoruro de xenón y el tetrafluoruro de xenón. Todos los conocidos son exergónicos y estables a temperaturas normales. XeF6 es el agente fluorante más fuerte de la serie. Es un sólido incoloro que se sublima fácilmente en vapores intensamente amarillos.

## Preparación
El hexafluoruro de xenón se puede preparar calentando XeF2 a aproximadamente 300 °C bajo 6 MPa (60 atmósferas) de flúor. Con NiF2 como catalizador, sin embargo, esta reacción puede proceder a 120 °C incluso en relaciones molares de xenón-flúor tan bajas como 1: 5.

## Estructura
La estructura de XeF6 requirió varios años para establecerse en contraste con los casos del XeF2 y el XeF4. En la fase gaseosa, el compuesto es monomérico. La teoría VSEPR predice que debido a la presencia de seis ligandos de fluoruro y un par de electrones solitarios, la estructura carece de una simetría octaédrica perfecta, y de hecho la difracción de electrones combinada con cálculos de alto nivel indica que el grupo de puntos del compuesto es C3v. Es una molécula fluxional. Oh es solo insignificantemente más alto, lo que indica que el mínimo en la superficie de energía es muy superficial.
La espectroscopía de 129Xe y 19F NMR indica que en solución el compuesto asume una estructura tetramérica: cuatro átomos de xenón equivalentes están dispuestos en un tetraedro rodeado por una matriz fluctuante de 24 átomos de flúor que intercambian posiciones en un "mecanismo de rueda dentada".
Se conocen 6 polimorfos del XeF6, incluyendo uno que contiene iones XeF+
5 con iones puente F−
.

## Reacciones

### Hidrólisis
El hexafluoruro de xenón se hidroliza, en última instancia, proporciona trióxido de xenón:
XeF
6 + H
2O → XeOF
4 + 2 HF
XeOF
4 + H
2O → XeO
2F
2 + 2 HF
XeO
2F
2 + H
2O → XeO
3 + 2 HF
XeF
6 + 3 H
2O → XeO
3 + 6 HF
El XeF
6 es un ácido de Lewis, uniendo uno o dos aniones fluoruro:
XeF
6 + F−
 → XeF−
7
XeF−
7 + F−
 → XeF2−
8

### Octafluoroxenatos
Las sales del anión octafluoroxenato (VI) XeF2−
8 son muy estables, descomponiéndose solo por encima de los 400 °C. Se ha demostrado que este anión tiene una geometría antiprismática cuadrada, basada en el análisis de contador de rayos X de un solo cristal de su sal de nitrosonio, el octafluoroxenato de nitrosonio. Las sales de sodio y potasio se forman directamente del fluoruro de sodio y el fluoruro de potasio:
2 NaF + XeF
6 → Na
2XeF
8
2 KF + XeF
6 → K
2XeF
8
Estos son térmicamente menos estables que las sales de cesio y rubidio, que se sintetizan formando primero las sales de heptafluoroxenato:
2 CsF + XeF
6 → CsXeF
7
2 RbF + XeF
6 → RbXeF
7
que luego se pirolizan a 50 °C y 20 °C, respectivamente, para formar las sales amarillas de octafluoroxenato: octafluoroxenate salts:
2 CsXeF
7 → Cs
2XeF
8 + XeF
6
2 RbXeF
7 → Rb
2XeF
8 + XeF
6
Estas sales son hidrolizadas por agua, produciendo diversos productos que contienen xenón y oxígeno.
Los otros dos fluoruros binarios de xenón no forman aductos estables con fluoruro.

### Con aceptores de flúor
El XeF
6 reacciona con aceptores de flúor fuertes como Pentafluoruro de rutenio (RuF
5), y el BrF
3·AuF
3 para formar el catión XeF+
5:
XeF
6 + RuF
5 → XeF
5RuF
6
XeF
6 + BrF
3·AuF
3 → XeF
5AuF
4 + BrF
3